# Rahut Bosi
Rahut Bosi is een bestuurslaag in het regentschap Tapanuli Utara van de provincie Noord-Sumatra, Indonesië. Rahut Bosi telt 2113 inwoners (volkstelling 2010).